# Zhuxinzhuang
Zhuxinzhuang (in cinese: 朱辛庄站S, Zhūxīnzhuāng zhànP) è una stazione della linea 8 e della linea Changping della metropolitana di Pechino. Rappresenta, inoltre, il capolinea settentrionale della linea 8.
La stazione della linea Changping è stata inaugurata il 30 dicembre 2010, mentre il 28 dicembre 2013 è stata aperta al pubblico anche quella della linea 8.

## Origine del nome
Rigurdo l'origine del toponimo Zhuxinzhuang, esistono pochissime fonti storiche. Secondo una leggenda popolare, durante la dinastia Ming, l’imperatore Jiajing, mentre si recava in pellegrinaggio alle tombe imperiali, passò accanto a un villaggio senza nome situato lungo la via imperiale. I residenti del villaggio portavano il cognome Sha, ma poiché quest'ultimo entrava in conflitto con il cognome della famiglia imperiale, Zhu, uno dei contadini, interrogato dall’imperatore sul proprio cognome, mentì dicendo di chiamarsi Zhu. L’imperatore, compiaciuto, diede al villaggio il nome di Zhujiaxinzhuang (朱家新庄S, Zhū jiā xīnzhuāngP), lett. "Nuovo villaggio della famiglia Zhu". Da allora, gli abitanti del villaggio cambiarono il proprio cognome da Sha a Zhu. In epoca Qing, Zhujiaxinzhuang venne pronunciato in modo abbreviato e semplificato, divenendo infine Zhuxinzhuang.

## Posizione
La stazione di Zhuxinzhuang si trova nel distretto di Changping, nella parte nord-occidentale di Pechino, all’altezza dell’incrocio tra Huichang East Road e Zhuxinzhuang North Road, poco a sud della Beiqing Road Est. È situata a circa 25 km dal centro di Pechino e funge da importante nodo di scambio tra la linea Changping e la linea 8. Nelle vicinanze si trovano principalmente aree residenziali, come le comunità di Tiantongyuan e Shahe, ma anche alcuni parchi e campus universitari. La stazione rappresenta un punto di accesso strategico per i pendolari che si spostano quotidianamente dalle periferie verso il centro della città.

## Struttura e impianti
La stazione di Zhuxinzhuang presenta una struttura sopraelevata a due piani: il piano terra ospita la biglietteria e l’ingresso, mentre il secondo piano è dedicato alle banchine. Lunga 155,6 metri e larga complessivamente 44,8 metri, la stazione dispone di due banchine a isola, entrambe larghe 12,1 metri e lunghe 118 metri, che servono sia la linea 8 che la linea Changping. I binari esterni sono riservati alla linea Changping, mentre quelli interni alla linea 8. A nord della stazione si trova il ponte sopraelevato più largo dell’intera rete metropolitana di Pechino. Dopo l’estensione verso nord della linea 8, Zhuxinzhuang è diventata il suo capolinea, consentendo il collegamento al deposito di Dingsilu. Nei pressi della stazione sono stati realizzati parcheggi di interscambio su entrambi i lati: uno a sud, con 144 posti auto, e uno a nord, con 239 posti. All’esterno sono inoltre presenti rastrelliere coperte per biciclette.
| Urban straight track one-way forward | Unknown route-map component "uSTRg" |

| Unknown route-map component "uSTRc2" | Unknown route-map component "uSTR3" | Unknown route-map component "uSTR2" | Unknown route-map component "uSTRc3" |

| Unknown route-map component "uSTR+1" | Unknown route-map component "uSTRc4" | Unknown route-map component "uSTRc1" | Unknown route-map component "uSTR+4" + Unknown route-map component "uSTRc2" |

| Urban straight track |  | Unknown route-map component "uSTRc2" | Unknown route-map component "uKRZ3+1o" + Unknown route-map component "uSTRc2" |

| Urban straight track | Unknown route-map component "uSTRc2" | Unknown route-map component "uSTR3+1" + Unknown route-map component "uSTRc2" | Unknown route-map component "uKRZ3+1o" + Unknown route-map component "uSTRc4" |

| Urban straight track | Unknown route-map component "uSTR+1" | Unknown route-map component "uSTR+1" + Unknown route-map component "uSTRc4" | Urban straight track + Unknown route-map component "uSTRc4" |

| Urban straight track | Unknown route-map component "uABZg2" | Unknown route-map component "uABZg3" | Urban straight track |

| Urban straight track | Unknown route-map component "uABZg+1" | Unknown route-map component "uABZg+4" | Urban straight track |

| Unknown route-map component "uSTR+c2" | Unknown route-map component "uABZg3" | Unknown route-map component "uABZg2" | Unknown route-map component "uSTR+c3" |

| Unknown route-map component "uABZg+1" | Unknown route-map component "uSTR+c4" | Unknown route-map component "uSTR+c1" | Unknown route-map component "uABZg+4" |

| Urban straight track | Unknown route-map component "uABZg2" | Unknown route-map component "uABZg3" | Urban straight track |

| Urban straight track | Unknown route-map component "uABZg+1" | Unknown route-map component "uABZg+4" | Urban straight track |

| Unknown route-map component "uPSTR(L)" | Unknown route-map component "uPSTR(R)" | Unknown route-map component "uPSTR(L)" | Unknown route-map component "uPSTR(R)" |

| Unknown route-map component "uPSTR(L)" | Unknown route-map component "uPSTR(R)" | Unknown route-map component "uPSTR(L)" | Unknown route-map component "uPSTR(R)" |

| Urban straight track | Unknown route-map component "uABZg2" | Unknown route-map component "uABZg3" | Urban straight track |

| Urban straight track | Unknown route-map component "uABZg+1" | Unknown route-map component "uABZg+4" | Urban straight track |

| Urban straight track | Urban straight track | Unknown route-map component "uSTR+c2" | Unknown route-map component "uSTR3" |

| Urban straight track | Unknown route-map component "uSTR+c2" | Unknown route-map component "uKRZ3+1u" | Unknown route-map component "uSTRc4" |

| Unknown route-map component "uSTR3" + Unknown route-map component "uSTRc2" | Unknown route-map component "uKRZ3+1u" | Unknown route-map component "uSTR+c4" |  |

| Unknown route-map component "uSTR3+1" + Unknown route-map component "uSTRc4" | Unknown route-map component "uSTR+c4" | Urban straight track |  |

| Unknown route-map component "uSTRc4" | Unknown route-map component "utSTRa" | Unknown route-map component "utSTRa" |  |

| Unknown route-map component "utSTRf" | Unknown route-map component "utSTRg" |

La stazione utilizza un sistema di interscambio sullo stesso piano, che consente ai passeggeri di cambiare linea semplicemente attraversando la banchina. La banchina ovest è condivisa dai treni della linea Changping diretti a Jimenqiao e da quelli della linea 8 diretti a Yinghai. Allo stesso modo, la banchina est è condivisa dai treni della linea 8 provenienti dal centro città e da quelli della Changping diretti verso Changping Xishankou, rendendo il cambio linea semplice ed efficiente.
La stazione è dotata di cinque accessi, indicati con le lettere A1, A2, B1, B2 e B3. Gli ingressi A2 e B2 sono accessibili ai portatori di disabilità motoria.

### Decorazioni

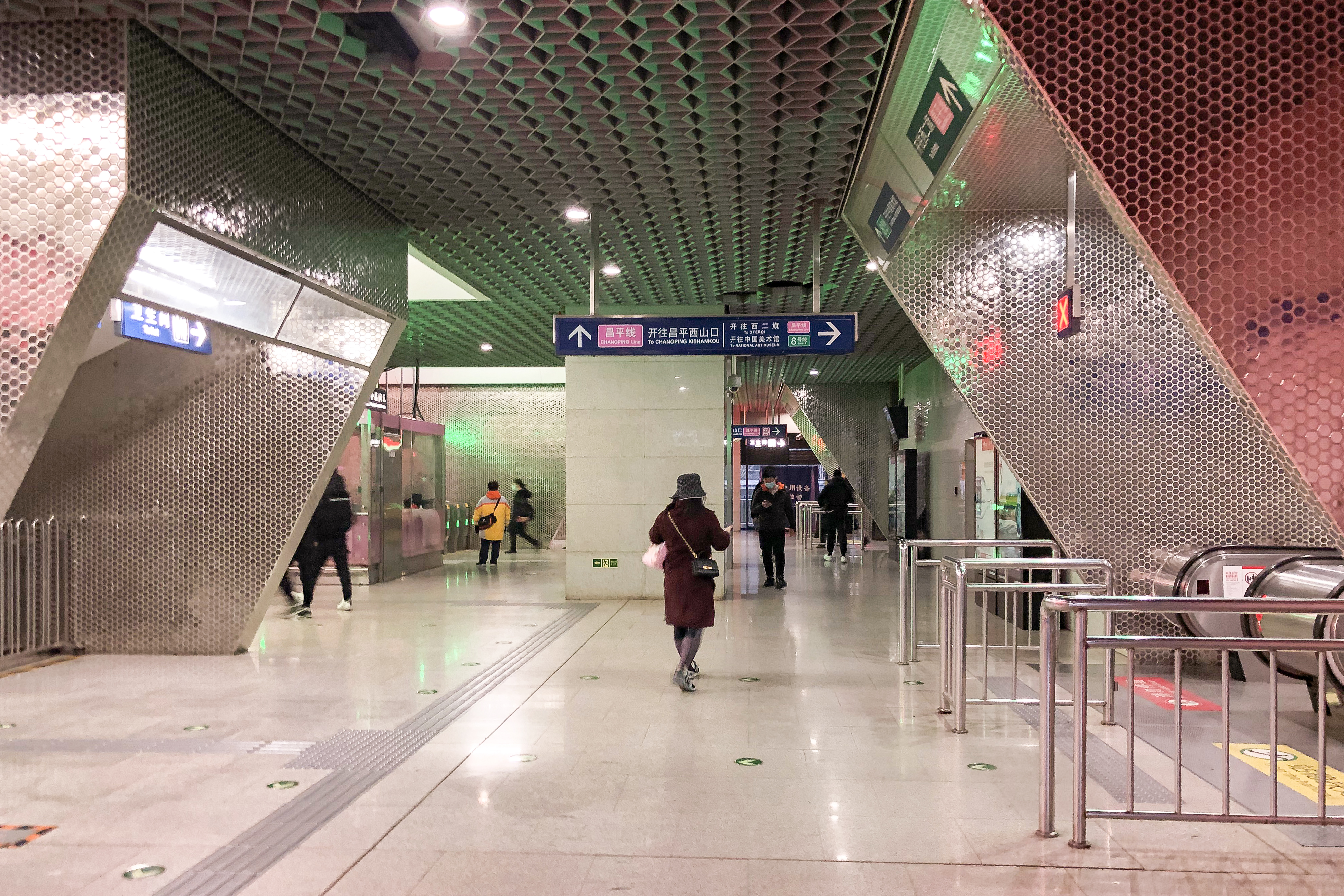
Stile decorativo della stazione di Zhuxinzhuang.

Dal punto di vista estetico, la stazione presenta un design ispirato all’esagono, con una struttura simile a un nido d’ape, dominata da toni argento e grigio. Le pareti esterne sono realizzate con una facciata continua in vetro serigrafato a colori, mentre le finestre laterali e i lucernari seguono la forma esagonale. Questa tecnica di costruzioneconsente un’installazione rapida e garantisce un buon comfort termico interno, riducendo il rischio di surriscaldamento in estate e di raffreddamento eccessivo in inverno anche senza impianti attivi di climatizzazione. I vetri e i pannelli posteriori in alluminio, combinati con motivi stampati, creano un effetto visivo variegato e moderno.

## Servizi
La stazione dispone di:
- Accessibilità per portatori di handicap (solo ingressi A2 e B2)
- Ascensori
- Scale mobili
- Emettitrice automatica biglietti
- Servizi igienici
- Sportello automatico
- Stazione video sorvegliata
- Ufficio polizia

### Orari

#### Linea 8
Zhuxinzhuang rappresenta il capolinea settentrionale della linea 8, per cui i treni effettuano servizio esclusivamente verso il capolinea meridionale di Yinghai. Ogni giorno sono attivi treni dalle 5:09 alle 22:40.

#### Linea Changping
Verso il capolinea meridionale di Jimenqiao, da Zhuxinzhuang i convogli sono attivi tutti i giorni dalle 5:04 alle 23:20. In direzione opposta, verso Changping Xishankou, la linea effettua servizio dalle 5:14 alle 23:51.

## Interscambi
- Fermata autobus